# 沃克鎮區 (密蘇里州亨利縣)
沃克鎮區（英語：Walker Township）是位於美國密蘇里州亨利縣的一個行政鎮區。

## 地方資料
沃克鎮區的面積為93.70平方千米，當中陸地面積為91.14平方千米，而水域面積為2.56平方千米。根據2020年美國人口普查的數據，當地共有人口212人，而人口密度為每平方千米2.26人。